# Kevin Kantee
Kevin Kantee (* 29. Januar 1984 in Idaho Falls, Idaho, USA) ist ein finnisch-US-amerikanischer Eishockeyspieler, der seit Oktober 2011 beim HC Valpellice in der Serie A1 unter Vertrag steht.

## Karriere
Kevin Kantee begann seine Karriere als Eishockeyspieler in der Nachwuchsabteilung von Jokerit Helsinki, für dessen Profimannschaft er von 2003 bis 2007 in der SM-liiga aktiv war und 2005 und 2007 jeweils Vizemeister wurde. Bereits als Jugendspieler war er zuvor im NHL Entry Draft 2002 in der sechsten Runde als insgesamt 188. Spieler von den Chicago Blackhawks ausgewählt worden, für die er allerdings nie spielte. 
Nachdem er die Saison 2006/07 bei TPS Turku beendet hatte, spielte er zwei Jahre lang für deren Ligarivalen Ilves Tampere, ehe er zur Saison 2009/10 vom amtierenden finnischen Meister JYP Jyväskylä verpflichtet wurde. Für die folgende Spielzeit unterschrieb der ehemalige finnische Junioren-Nationalspieler bei HDD Olimpija Ljubljana aus der Österreichischen Eishockey-Liga. Für die Spielzeit 2011/12 einigte sich der Verteidiger auf ein Vertragsverhältnis mit dem HC Valpellice aus der Serie A1.

### International
Für Finnland nahm Kantee an der U18-Junioren-Weltmeisterschaft 2002 sowie der U20-Junioren-Weltmeisterschaft 2004 teil.

## Erfolge und Auszeichnungen
- 2004 Bronzemedaille bei der U20-Junioren-Weltmeisterschaft
- 2005 Finnischer Vizemeister mit Jokerit Helsinki
- 2007 Finnischer Vizemeister mit Jokerit Helsinki

## SM-liiga-Statistik
(Stand: Ende der Saison 2009/10)